# Tignano (Apice)
Tignano è una contrada del comune italiano di Apice, in provincia di Benevento.

## Geografia fisica
La località è delimitata a sud dal fiume Ufita (affluente del Calore Irpino), a est dal fiume Miscano (affluente dell'Ufita, al confine con Montecalvo Irpino), a nord dal vallone Dragnonetto (affluente del Miscano, al confine con Buonalbergo) e a ovest dal vallone Lametto (affluente dell'Ufita, al confine con Sant'Arcangelo Trimonte). L'intera area, posta a un'altitudine compresa tra 162 e 450 m s.l.m., è situata nel bacino idrografico dell'Ufita e sottoposta alla giurisdizione dell'autorità di bacino distrettuale dell'Appennino meridionale; il terreno è alquanto impervio, eccetto che nella valle del Miscano ove si apre una stretta pianura alluvionale. Tignano costituisce l'unica contrada di Apice situata a nord del fiume Ufita.

## Storia
Citato anticamente come Tinchiano (Templanum, o Castrum Templani in latino medievale), il borgo era già esistente in epoca normanna quando dipendeva dalla contea di Ariano. Nel centro abitato, situato in altura, vi era una chiesa arcipretale dedicata a santa Maria e soggetta alla diocesi di Ariano. Tuttavia già nel Cinquecento Tinchiano risultava ormai distrutto (per ragioni ignote) e ridotto a feudo dei baroni di Apice.

## Infrastrutture e trasporti
La località Tignano Scalo, nella valle del Miscano, è percorsa dalla ferrovia Napoli-Foggia e servita dalla stazione di Corsano, quest'ultima in disuso dal giugno 2008. La stazione prende il nome dalla contrada Corsano (Montecalvo Irpino) ubicata presso l'opposta sponda del fiume Miscano, benché nessun ponte colleghi i due territori.